# Moho (Perù)
Moho è un comune del Perù, situato nella Regione di Puno e capoluogo della Provincia di Moho.